# Josiah Conder
Josiah Conder (28. září 1852 Londýn – 21. června 1920 Tokio) byl britský architekt, který působil jako zahraniční poradce japonské vlády v období Meidži. Navrhl řadu veřejných budov v Tokiu (včetně známého a kontroverzního Rokumeikanu) a byl učitelem mnoha později významných japonských architektů. V Japonsku byl nazýván „otcem moderní japonské architektury“.